# L'Infidèle (film, 1975)
Pour les articles homonymes, voir L'Infidèle.
Pour plus de détails, voir Fiche technique et Distribution.
L'Infidèle (espagnol : La adúltera) est une comédie satirique espagnole réalisée par Roberto Bodegas et sortie en 1975.

## Synopsis
À Madrid, une femme originaire de province rencontre un Français et l'épouse. Cependant, après cela, elle découvre en elle des passions qu'elle ignorait et a des aventures érotiques avec le boulanger, le médecin, le pharmacien...

## Fiche technique
- Titre français : L'Infidèle[1]
- Titre original : La adúltera[2]
- Réalisation : Roberto Bodegas
- Scénario : Roberto Bodegas, Rafael Azcona
- Photographie : Polo Villaseñor
- Montage : Guillermo S. Maldonado
- Musique : Carmelo Bernaola
- Effets spéciaux : Luis Castro
- Production : Alfredo Matas, Luis Sanz, Jacques Dorfmann
- Société de production : Central Films, Belstar Productions, Camara, Jet Films
- Pays de production :  Espagne
- Langue originale : espagnol
- Format : couleurs - Son mono - 35 mm
- Durée : 105 minutes
- Genre : comédie satirique
- Dates de sortie : 
  - Espagne : 15 décembre 1975
  - France : 4 juin 1976

## Distribution
- Amparo Soler Leal : Malena
- Rufus : Lucien
- José Luis Coll (es) : Belluga, le pharmacien
- Francisco Cecilio (es) : Panadero
- Tsilla Chelton : Simone
- Tina Sáinz (es) : Criada
- José Riesgo (es) : docteur Fonseca
- María Arias (es) : Mme Fonseca
- José Luís Borau : le médecin
- Miguel Narros (es) : Ernesto
- William Layton (es) : le père de Lucien